# Confederació Hidrogràfica del Duero
La Confederació Hidrogràfica del Duero (CHD) és un organisme de conca intercomunitària, creada mitjançant Reial decret el 22 de juny de 1927 per gestionar les aigües de la seva demarcació hidrogràfica, la part espanyola de la conca del Duero. La Llei d'Aigües la defineix com una entitat de dret públic amb personalitat jurídica pròpia i diferent de l'Estat, adscrit a efectes administratius al Ministeri d'Agricultura, Alimentació i Medi Ambient com a organisme autònom amb plena autonomia funcional.
Exerceix un important paper en la seva demarcació hidrogràfica, atès que, entre altres funcions, s'encarrega de la planificació hidrològica, la gestió de recursos i aprofitaments, la protecció del domini públic hidràulic, les concessions de drets d'ús privatiu de l'aigua, el control de qualitat de l'aigua, el projecte i execució de noves infraestructures hidràuliques, els programes de seguretat d'embassaments, bancs de dades…